# Lijst van voetbalinterlands Frankrijk - Zuid-Afrika
Deze lijst van voetbalinterlands is een overzicht van alle officiële voetbalwedstrijden tussen de nationale teams van Frankrijk en Zuid-Afrika. De landen speelden tot op heden vijf keer tegen elkaar, te beginnen met een vriendschappelijke wedstrijd op 11 oktober 1997 in Lens. Het laatste duel, eveneens een vriendschappelijke wedstrijd, vond plaats op 29 maart 2022 in Villeneuve-d'Ascq.

## Wedstrijden
| № | Plaats            | Datum           | Competitie        | Wedstrijd               | Uitslag |
| - | ----------------- | --------------- | ----------------- | ----------------------- | ------- |
| 1 | Lens              | 11 oktober 1997 | Vriendschappelijk | Frankrijk – Zuid-Afrika | 2 – 1   |
| 2 | Marseille         | 12 juni 1998    | WK 1998           | Frankrijk – Zuid-Afrika | 3 – 0   |
| 3 | Johannesburg      | 7 oktober 2000  | Vriendschappelijk | Zuid-Afrika – Frankrijk | 0 – 0   |
| 4 | Bloemfontein      | 22 juni 2010    | WK 2010           | Frankrijk – Zuid-Afrika | 1 – 2   |
| 5 | Villeneuve-d'Ascq | 29 maart 2022   | Vriendschappelijk | Frankrijk − Zuid-Afrika | 5 − 0   |

## Samenvatting
| Competitie        | Totaal gespeeld | Winst Frankrijk | Gelijk | Winst Zuid-Afrika | Doelsaldo Frankrijk – Zuid-Afrika |
| ----------------- | --------------- | --------------- | ------ | ----------------- | --------------------------------- |
| WK-eindronde      | 2               | 1               | 0      | 1                 | 4 − 2                             |
| Vriendschappelijk | 3               | 2               | 1      | 0                 | 7 − 1                             |
| Totaal            | 5               | 3               | 1      | 1                 | 11 − 3                            |

## Details

### Eerste ontmoeting
| Vriendschappelijk (Lens, Frankrijk, 11 oktober 1997): |              | |
| Frankrijk | 2 – 1        | Zuid-Afrika |
| Stéphane Guivarc'h 53' Ibrahim Ba 83' | goals        | 40' Shaun Bartlett |
| Aimé Jacquet | bondscoach   | Clive Barker |
| Lionel Letizi Lilian Thuram Laurent Blanc Marcel Desailly Vincent Candela 73' Didier Deschamps Emmanuel Petit 31' Youri Djorkaeff 78' Robert Pirès 46' Stéphane Guivarc'h Thierry Henry | opstellingen | André Arendse Sizwe Motaung Lucas Radebe Neil Tovey Willem Jackson 74' Eric Tinkler John Moeti 89' John Moshoeu 64' Helman Mkhalele 79' Shaun Bartlett Phil Masinga |
| Alain Boghossian 31' Zinédine Zidane 46' Pierre Laigle 73' Ibrahim Ba 78' | wissels      | 64' Isaac Shai 74' Clinton Larsen 79' Mark Williams 89' Benedict McCarthy                                                                                           |
| | gele kaarten | 16' Sizwe Motaung 63' John Moeti |
| - Debuut van doelman Lionel Letizi, Alain Boghossian, Stéphane Guivarc'h en Thierry Henry voor Frankrijk.                                                                               |              | |

### Tweede ontmoeting
| WK 1998 (Marseille, Frankrijk, 12 juni 1998): |              | |
| Frankrijk | 3 – 0        | Zuid-Afrika |
| Christophe Dugarry 34' Pierre Issa 77' (e.d.) Thierry Henry 90+1' | goals        | |
| Aimé Jacquet | bondscoach   | Philippe Troussier |
| Fabien Barthez Bixente Lizarazu Laurent Blanc Lilian Thuram Didier Deschamps Marcel Desailly Youri Djorkaeff 82' Zinédine Zidane Emmanuel Petit 72' Thierry Henry Stéphane Guivarc'h 26' | opstellingen | Hans Vonk David Nyathi Willem Jackson Pierre Issa Lucas Radebe Quinton Fortune John Moshoeu Mark Fish 56' Brendan Augustine 89' Benedict McCarthy Philemon Masinga |
| Christophe Dugarry 26' Alain Boghossian 72' David Trezeguet 82' | wissels      | 56' Helman Mkhalele 89' Shaun Bartlett |
| Emmanuel Petit 28' Didier Deschamps 53' Zinédine Zidane 75' | gele kaarten | 39' Willem Jackson |

### Derde ontmoeting
| Vriendschappelijk (Johannesburg, Zuid-Afrika, 7 oktober 2000): |              | |
| Zuid-Afrika | 0 – 0        | Frankrijk |
| | goals        | |
| Carlos Queiroz | bondscoach   | Roger Lemerre |
| Hans Vonk Mark Fish Bradley Carnell Frank Schoeman Pierre Issa Quinton Fortune Thabo Mngomeni Dumisa Ngobe Delron Buckley 52' Shaun Bartlett Benedict McCarthy 79' | opstellingen | Ulrich Rame 32' Lilian Thuram 60' Frank Lebœuf Marcel Desailly Christian Karembeu 76' Martin Djetou Patrick Vieira Claude Makalele 46' Sylvain Wiltord 67' Nicolas Anelka Laurent Robert |
| Sibusiso Zuma 52' Godfrey Sapula 79' | wissels      | 32' Ludovic Giuly 46' Thierry Henry 60' Philippe Christanval 67' David Trezeguet 76' Emmanuel Petit                                                                                      |
| - Debuut van Philippe Christanval (AS Monaco) voor Frankrijk. |              | |

### Vierde ontmoeting
| WK 2010 (Bloemfontein, Zuid-Afrika, 22 juni 2010): |              | |
| Frankrijk | 1 – 2        | Zuid-Afrika |
| Florent Malouda 70' | goals        | 20' Bongani Khumalo 37' Katlego Mphela |
| Raymond Domenech | bondscoach   | Carlos Alberto Parreira |
| Hugo Lloris Bacary Sagna Sébastien Squillaci William Gallas Gaël Clichy Abou Diaby Yoann Gourcuff Alou Diarra 82' André-Pierre Gignac 46' Djibril Cissé 55' Franck Ribéry | opstellingen | Moeneeb Josephs 55' Anele Ngcongca Aaron Mokoena Bongani Khumalo Tsepo Masilela Steven Pienaar MacBeth Sibaya 78' Thanduyise Khuboni Siphiwe Tshabalala Katlego Mphela 68' Bernard Parker |
| Florent Malouda 46' Thierry Henry 55' Sidney Govou 82' | wissels      | 55' Siboniso Gaxa 68' Siyabonga Nomvethe 78' Teko Modise |
| Abou Diaby 71' | gele kaarten | |
| Yoann Gourcuff 25' | rode kaarten | |

FFF · A-internationals · Selecties · Bondscoaches · Frans vrouwenelftal · Olympisch elftal · Frankrijk U21 · Frankrijk U20 · Frankrijk U19 · Frankrijk U18 · Frankrijk U17 · Frankrijk U16 · Vrouwen U17
1904 – 1919 ·
1920 – 1929 ·
1930 – 1939 ·
1940 – 1949 ·
1950 – 1959 ·
1960 – 1969 ·
1970 – 1979 ·
1980 – 1989 ·
1990 – 1999 ·
2000 – 2009 ·
2010 – 2019 ·
2020 – 2029
EK's: 1984 · 
1992 · 
1996 · 
2000 · 
2004 · 
2008 · 
2012 · 
2016 · 
2020 · 
2024
WK's: 1930 · 
1934 · 
1938 · 
1954 · 
1958 · 
1966 · 
1978 · 
1982 · 
1986 · 
1998 · 
2002 · 
2006 · 
2010 · 
2014 · 
2018 · 
2022
OS: 1900 · 
1908 · 
1920 · 
1924 · 
1948 · 
1952 · 
1960 · 
1968 · 
1976 · 
1984 · 
1996 · 
2020
1904 · 
1905 · 
1906 · 
1907 · 
1908 · 
1909 · 
1910 · 
1911 · 
1912 · 
1913 · 
1914 · 
1915 · 1916 · 1917 · 1918 · 
1919 · 
1920 · 
1921 · 
1922 · 
1923 · 
1924 · 
1925 · 
1926 · 
1927 · 
1928 · 
1929 · 
1930 · 
1931 · 
1932 · 
1933 · 
1934 · 
1935 · 
1936 · 
1937 · 
1938 · 
1939 · 
1940 · 1941  · 
1942 · 
1943 · 1944  · 
1945 · 
1946 · 
1947 · 
1948 · 
1949 · 
1950 · 
1951 · 
1952 · 
1953 · 
1954 · 
1955 · 
1956 · 
1957 · 
1958 · 
1959 ·
1960 · 
1961 · 
1962 · 
1963 · 
1964 · 
1965 · 
1966 · 
1967 · 
1968 · 
1969 ·
1970 · 
1971 · 
1972 · 
1973 · 
1974 · 
1975 · 
1976 · 
1977 · 
1978 · 
1979 ·
1980 · 
1981 · 
1982 · 
1983 · 
1984 · 
1985 · 
1986 · 
1987 · 
1988 · 
1989 · 
1990 · 
1991 · 
1992 · 
1993 · 
1994 · 
1995 · 
1996 · 
1997 · 
1998 · 
1999 · 
2000 · 
2001 · 
2002 · 
2003 · 
2004 · 
2005 · 
2006 · 
2007 · 
2008 · 
2009 · 
2010 · 
2011 · 
2012 · 
2013 · 
2014 · 
2015 · 
2016 · 
2017 · 
2018 ·
2019 ·
2020 ·
2021 ·
2022 ·
2023
Albanië ·
Algerije ·
Andorra ·
Argentinië ·
Armenië ·
Australië ·
Azerbeidzjan ·
België ·
Bolivia ·
Bosnië en Herzegovina ·
Brazilië ·
Bulgarije ·
Canada ·
Chili ·
China ·
Colombia ·
Costa Rica ·
Cyprus ·
Denemarken ·
Duitse Democratische Republiek ·
Duitsland ·
Ecuador ·
Egypte ·
Engeland ·
Estland ·
Faeröer ·
Finland ·
Georgië ·
Gibraltar ·
Griekenland ·
Honduras ·
Hongarije ·
Ierland ·
IJsland ·
Iran ·
Israël ·
Italië ·
Ivoorkust ·
Jamaica ·
Japan ·
Joegoslavië ·
Kameroen ·
Kazachstan ·
Koeweit ·
Kroatië ·
Letland ·
Litouwen ·
Luxemburg ·
Malta ·
Marokko ·
Mexico ·
Moldavië ·
Nederland ·
Nieuw-Zeeland ·
Nigeria ·
Noord-Ierland ·
Noorwegen ·
Oekraïne ·
Oostenrijk ·
Paraguay ·
Peru · 
Polen ·
Portugal ·
Roemenië ·
Rusland ·
Saoedi-Arabië ·
Schotland ·
Senegal ·
Servië ·
Slovenië ·
Slowakije ·
Sovjet-Unie ·
Spanje ·
Togo ·
Tsjechië ·
Tsjecho-Slowakije ·
Tunesië ·
Turkije ·
Uruguay ·
Verenigde Staten ·
Wales ·
Wit-Rusland ·
Zuid-Afrika ·
Zuid-Korea ·
Zweden ·
Zwitserland
Albanië (2016) ·
Argentinië (2018) ·
Argentinië (2022) ·
Australië (2018) · 
België (1904) · 
België (2018) · 
Brazilië (1998) · 
Brazilië (2006) · 
Denemarken (2002) · 
Denemarken (2018) ·
Duitsland (2014) · 
Duitsland (2021) · 
Ecuador (2014) · 
Engeland (1982) · 
Engeland (2012) · 
Engeland (2022) ·
Honduras (2014) · 
Hongarije (2021) · 
Italië (2000) · 
Italië (2006) · 
Italië (2008) · 
Japan (2001) · 
Kameroen (2003) · 
Koeweit (1982) · 
Kroatië (2018) · 
Marokko (2022) ·
Mexico (2010) · 
Nederland (2008) · 
Nigeria (2014) ·
Noord-Ierland (1982) · 
Oekraïne (2012) · 
Oostenrijk (1982) · 
Peru (2018) · 
Polen (1982) · 
Polen (2022) ·
Portugal (2006) · 
Portugal (2016) ·
Portugal (2021) ·
Roemenië (2008) ·
Roemenië (2016) ·
Senegal (2002) · 
Spanje (1984) ·
Spanje (2006) ·
Spanje (2012) ·
Spanje (2021) ·
Togo (2006) ·
Tsjecho-Slowakije (1982) ·
Uruguay (2002) ·
Uruguay (2010) ·
Uruguay (2018) ·
Zuid-Afrika (2010) ·
Zuid-Korea (2006) ·
Zweden (2012) ·
Zwitserland (2006) ·
Zwitserland (2014) ·
Zwitserland (2016) ·
Zwitserland (2021)
SAFA · A-internationals · Bondscoaches · Selecties · Statistieken · Zuid-Afrikaans vrouwenelftal · Olympisch elftal · Zuid-Afrika U21 · Zuid-Afrika U19 · Zuid-Afrika U17
1906 – 1919 ·
1920 – 1929 ·
1930 – 1939 ·
1940 – 1949 · 
1950 – 1959 · 
1960 – 1969 · 
1970 – 1979 · 
1980 – 1989 · 
1990 – 1999 · 
2000 – 2009 · 
2010 – 2019 ·
2020 − 2029
AC 1996 · 
AC 1998 · 
AC 2000 · 
AC 2002 · 
AC 2004 · 
AC 2006 · 
AC 2008 · 
AC 2013
WK 1998 · 
WK 2002 · 
WK 2010
OS 2000 ·
OS 2016 ·
OS 2020
1947 · 
1948–1949 · 
1950 · 
1951-1952 ·
1953 · 
1954 · 
1955 · 
1956–1991 · 
1992 · 
1993 · 
1994 · 
1995 · 
1996 · 
1997 · 
1998 · 
1999 · 
2000 · 
2001 · 
2002 · 
2003 · 
2004 · 
2005 · 
2006 · 
2007 · 
2008 · 
2009 · 
2010 · 
2011 · 
2012 · 
2013 · 
2014 · 
2015 · 
2016 ·
2017 ·
2018 ·
2019 ·
2020 ·
2021 ·
2022 ·
2023 ·
2024
Algerije ·
Andorra ·
Angola ·
Argentinië ·
Australië ·
Benin ·
Bolivia ·
Botswana ·
Brazilië ·
Bulgarije ·
Burkina Faso ·
Burundi ·
Canada ·
Centraal-Afrikaanse Republiek ·
Chili ·
Colombia ·
Comoren ·
Congo-Brazzaville ·
Congo-Kinshasa ·
Costa Rica ·
Denemarken ·
Duitsland ·
Ecuador ·
Egypte ·
Engeland ·
Equatoriaal-Guinea ·
Ethiopië ·
Frankrijk ·
Gabon ·
Gambia ·
Georgië ·
Ghana ·
Guatemala ·
Guinee ·
Guinee-Bissau ·
Honduras ·
Ierland ·
IJsland ·
Irak ·
Israël ·
Italië ·
Ivoorkust ·
Jamaica ·
Japan ·
Kaapverdië ·
Kameroen ·
Kenia ·
Lesotho ·
Liberia ·
Libië ·
Madagaskar ·
Malawi ·
Mali ·
Malta ·
Marokko ·
Mauritanië ·
Mauritius ·
Mexico ·
Mozambique ·
Namibië ·
Nederland ·
Nieuw-Zeeland ·
Niger ·
Nigeria ·
Noord-Korea ·
Noorwegen ·
Oeganda ·
Panama ·
Paraguay ·
Polen ·
Portugal ·
Rwanda ·
Saoedi-Arabië ·
Sao Tomé en Principe ·
Schotland ·
Senegal ·
Servië ·
Seychellen ·
Sierra Leone ·
Slovenië ·
Soedan ·
Spanje ·
Swaziland ·
Tanzania ·
Thailand ·
Trinidad en Tobago ·
Tsjaad ·
Tsjechië ·
Tunesië ·
Turkije ·
Uruguay ·
Verenigde Arabische Emiraten ·
Verenigde Staten ·
Zambia ·
Zimbabwe ·
Zuid-Soedan ·
Zweden
Frankrijk (2010) ·
Mexico (2010) ·
Paraguay (2002) · 
Slovenië (2002) · 
Spanje (2002) · 
Uruguay (2010)